# Josia oribia
Josia oribia är en fjärilsart som beskrevs av Druce 1885. Josia oribia ingår i släktet Josia och familjen tandspinnare. Inga underarter finns listade i Catalogue of Life.